# Palhoça
Palhoça er en kommune i den sydlige delstat Santa Catarina, i Brasilien. Blandt indbyggerne kaldes kommunen palhocense. Kommunen dækker et areal på 394.662 km2, og ved en folketælling i 2006 havde den 122.471 indbyggere. Den blev grundlagt den 31. juli 1793.
En del af den omkring 84.000 hektar store nationalpark Parque Estadual da Serra do Tabuleiro ligger i Palhoça.
27°38′40″S 48°40′04″V / 27.644444444444°S 48.667777777778°V